# Carcajou Pass
Carcajou Pass är ett bergspass i Kanada.   Det ligger i provinsen Alberta, i den centrala delen av landet, 3 200 km väster om huvudstaden Ottawa. Carcajou Pass ligger 1 835 meter över havet.
Terrängen runt Carcajou Pass är huvudsakligen bergig, men åt sydost är den kuperad. Trakten runt Carcajou Pass är nära nog obefolkad, med mindre än två invånare per kvadratkilometer.. Det finns inga samhällen i närheten. 
Trakten runt Carcajou Pass är permanent täckt av is och snö.